# Dekanat przemysko-lubelski
Dekanat przemysko-warszawski składa się z 15 parafii archieparchii przemysko-warszawskiej Kościoła Greckokatolickiego w Polsce.

## Parafie
- Parafia greckokatolicka św. Mikołaja Cudotwórcy w Chełmie
- Parafia Narodzenia Najświętszej Marii Panny w Chotyńcu
- Parafia Narodzenia Najświętszej Maryi Panny w Dziewięcierzu
- Parafia Zaśnięcia Najświętszej Marii Panny w Gajach
- Parafia św. Mikołaja w Hrebennem
- Parafia Przemienienia Pańskiego w Jarosławiu
- Parafia św. Dymitra w Kobylnicy Wołoskiej
- Parafia Świętej Trójcy w Lesznie
- Parafia św. Mikołaja w Lubaczowie
- Parafia Narodzenia Najświętszej Maryi Panny w Lublinie
- Parafia Ofiarowania Najświętszej Maryi Panny w Łuczycach
- Parafia św. Jerzego w Nowych Sadach
- Parafia archikatedralna św. Jana Chrzciciela w Przemyślu
- Parafia Podwyższenia Świętego Krzyża w Sieniawie
- Parafia Narodzenia Najświętszej Maryi Panny w Wietlinie (greckokatolicka)